# Дубинський Олександр Йосипович
Олександр Йосипович Дубинський (нар. 22 травня 1924, Троки (тепер Тракай), Віленський край, Польська Республіка — пом. 23 вересня 2002, Варшава, Польща) — польський учений-тюрколог і сходознавець, доктор гуманітарних наук. Громадський діяч Союзу караїмів Польщі.

## Біографія
Народився 1924 року в караїмський родині Юзефа Дубинського та Зофії Лобанос.
У 1937 році закінчив початкову школу, а потім, в 1938 році, вступив до Державної гімназії імені Адама Міцкевича у Вільні. У березні 1945 року вступив добровольцем до Війська Польського і дійшов через Люблін до околиць Варшави. Після закінчення Другої світової війни був депортований до Польщі.
Освіту здобув в університеті Варшави (1948—1953). Після закінчення університету з 1953 по 1989 рік працював науковим співробітником на кафедрі тюркології Інституту сходознавства Варшавського університету у Академіка Польської академії наук Ананія Зайончковського.
У 1963—1964 роках проходив наукове стажування в Парижі та в Гамбурзі. Перебуваючи за кордоном, підготував докторську дисертацію, що стосується інфінітивів у тюркських мовах, яку захистив у 1965 році, отримавши ступінь доктора гуманітарних наук.
Багато років був головою Караїмського релігійного союзу Польщі.
Помер 2002 року. Похований на Караїмському кладовищі у Варшаві.

## Наукова діяльність
Брав участь у роботі над «Кипчацьким словником», а пізніше, в 1953 році, почав роботу зі створення «Караїмсько-російсько-польського словника» (1974). Автор близько 150 наукових праць про караїмів (про мову, культуру, релігію, літературу), про татар і турків; співавтор турецько-польського і польсько-турецького словників.

## Вибрані праці
- 1983: Słownik turecko-polski, polsko-turecki / Словник турецько-польський, польсько-турецький. Варшава. /
- 1986: Tatarzy polscy: dzieje, obrzędy, legendy, tradycje / Польські татари: історія, обряди, легенди, перекази. /
- 1994: Caraimica: prace karaimoznawcze  / Караимика [Архівовано 12 лютого 2019 у Wayback Machine.]: робота з караїмознавства. Варшава /

## Примітка
1. ↑  Адам Дубински. Александр Дубински // Наш Голос : приложение культурно-исторического журнала «Awazymyz». — Wrocław, 2010. — № 4 (29) (grudzień). — С. 6—9. — ISSN 1733-7585. Архівовано з джерела 28 липня 2020. Процитовано 28 травня 2021.